# Maraaya
Maraaya, acronyme de MArjetka-RAAY-MarjetkA, est un groupe de musique slovène formé de Marjetka Vovk et d'Aleš Vovk dit "Raay".
Le 28 février 2015, ils remportent la finale nationale "EMA 2015" et sont choisis pour représenter la Slovénie au Concours Eurovision de la chanson 2015 à Vienne, en Autriche avec la chanson Here for You (Ici pour toi).
Ils participent à la deuxième demi-finale, le 21 mai 2015. Ils se qualifient pour la finale en finissant 5e (sur 17) avec 92 points.
Ils participent à la finale le 23 mai 2015. Ils se classent alors 14e (sur 27) avec 39 points. 

## Historique
Ils sont mariés et ont deux enfants, Vid et Oskar.

## Singles
| Année | Single         | Détails | Classement |
| ----- | -------------- | --- | --- |
| 2014  | "Lovin' Me"    | - Premiere: 28 avril 2014 - Official release: 18 mai 2014 (Italie) - Label: Dance and Love (Italie) - Formats: digital download - Music: Raay - Lyrics: Charlie Mason - Arranged:                                                        | - #1 - Slovenia iTunes Top 100 Songs - #2 - Sounds European: Best Top 50 songs of 2014 - #4 - Belgium iTunes Top 100 Pop Songs - #9 - Italy iTunes Top 100 Songs - #34 - Germany Dance Charts Top 100 - # - Italia Airplay Top 100 |
| 2015  | "Here for You" | - Premiere: 28 February 2015 - Official release: 27 March 2015 (Italy) - Label: Dance and Love (Italy) - Formats: digital download - Music: Raay, Marjetka Vovk - Lyrics: Raay, Charlie Mason - Arranged: Raay, Art Hunter, Tomass Snare | |